# 岐阜県道259号市場池田線
岐阜県道259号市場池田線（ぎふけんどう259ごう いちばいけだせん）は、岐阜県揖斐郡揖斐川町市場から岐阜県揖斐郡池田町本郷に至る一般県道である。

## 概要

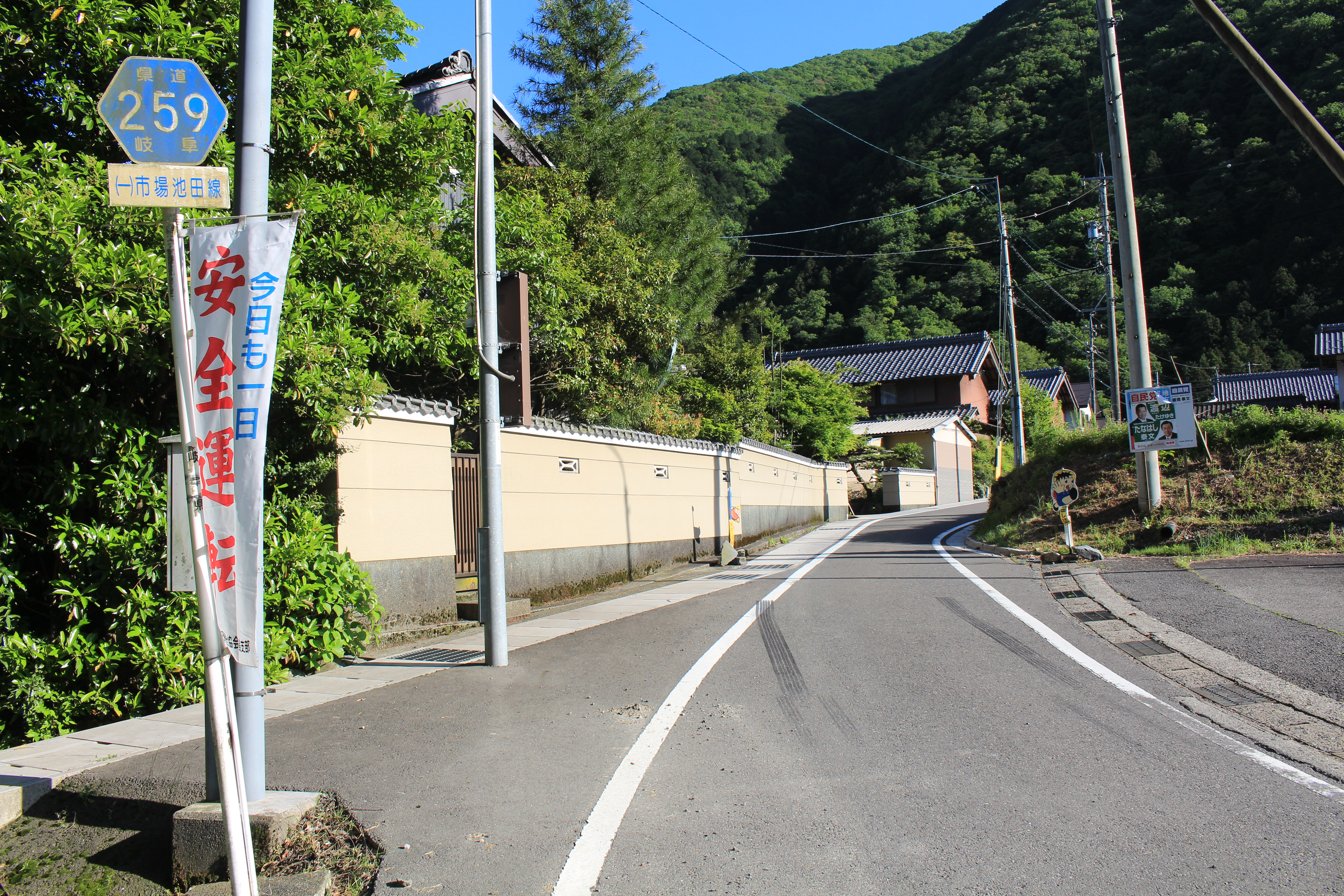
岐阜県道259号市場池田線、揖斐郡揖斐川町瑞岩寺にて

### 路線データ
- 陸上距離：
- 起点：岐阜県揖斐郡揖斐川町市場（岐阜県道32号春日揖斐川線交点）
- 終点：岐阜県揖斐郡池田町本郷 本郷北交差点（国道417号交点）

## 重複区間
- 岐阜県道254号藤橋池田線（池田町小牛 - 池田町本郷）

## 地理
途中粕川（揖斐川支流）を渡る。

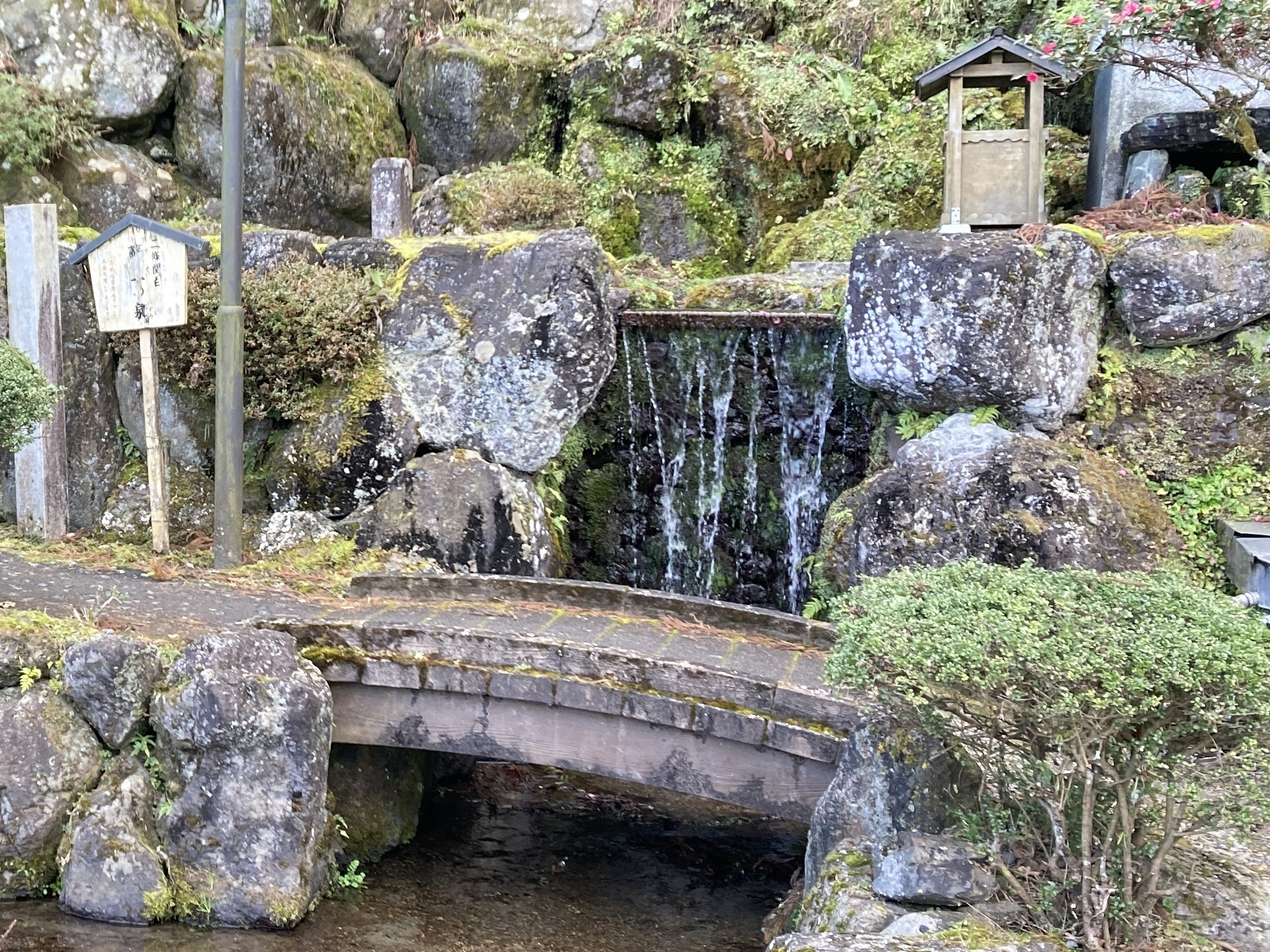
蘇生の泉、岐阜県道259号市場池田線沿い、揖斐郡揖斐川町瑞岩寺にて

沿線には「二條関白蘇生の泉」が整備されている。

### 通過する自治体

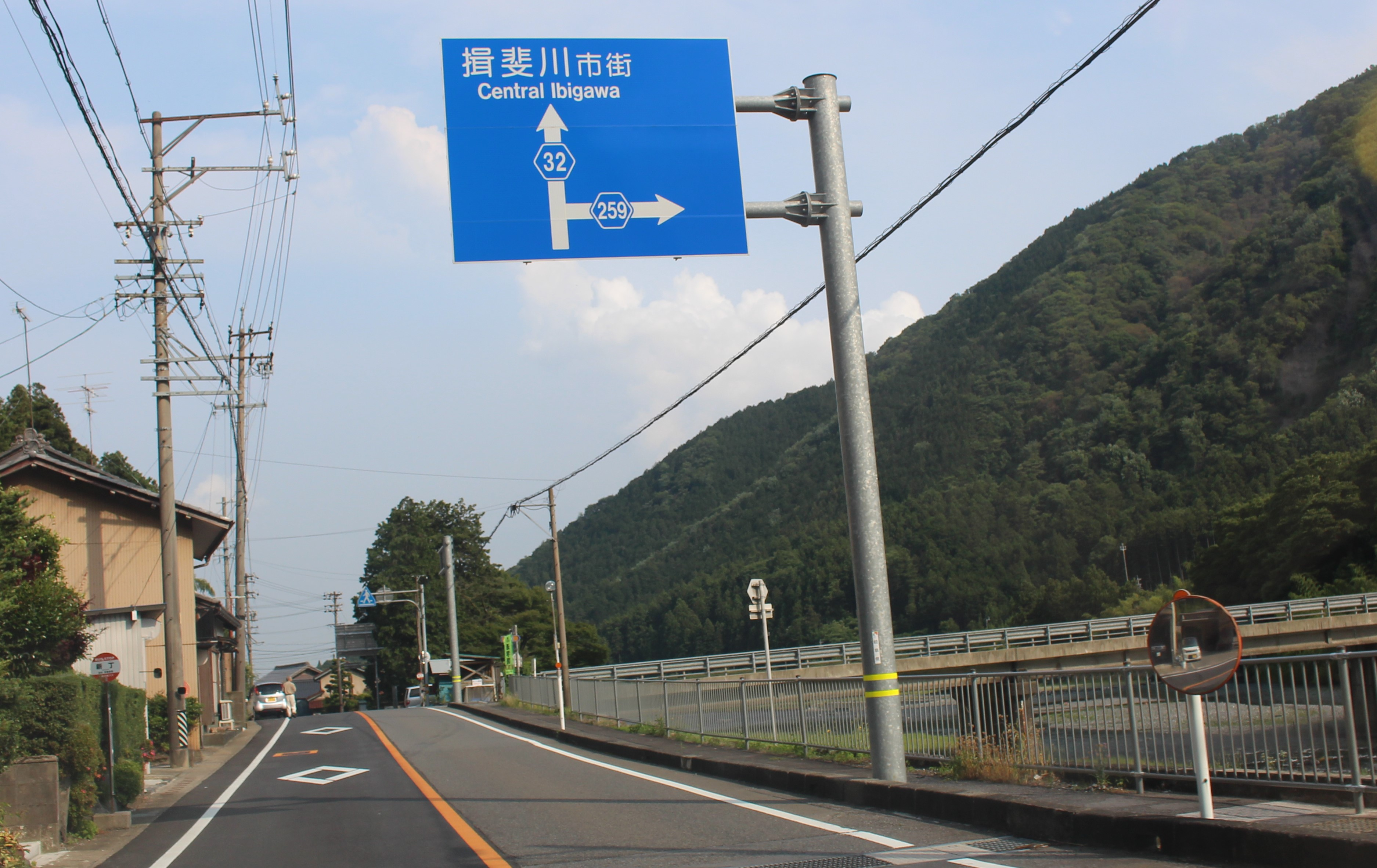
起点となる岐阜県道32号春日揖斐川線との交点、右側に粕川に架かる瑞岩寺橋、揖斐郡揖斐川町市場にて

- 岐阜県
  - 揖斐郡
    - 揖斐川町
    - 池田町

### 交差している道路
- 岐阜県道32号春日揖斐川線（揖斐川町市場）
- 岐阜県道260号宮地片山線（池田町宮地）
- 岐阜県道254号藤橋池田線（池田町小牛）
- 国道417号（池田町本郷 本郷北交差点）